# Sophie Cookson
Sophie Louise Lucas Cookson (Haywards Heath, 15 maggio 1990) è un'attrice britannica.
Ha raggiunto la notorietà grazie al film Kingsman - Secret Service.

## Biografia
Sophie Cookson è cresciuta nel Sussex. Nel 2013 si è diplomata all'Oxford School of Drama. Ha iniziato la sua carriera nello stesso anno, prendendo parte alla miniserie televisiva Moonfleet.
Nel 2014 ha fatto il suo debutto cinematografico come protagonista femminile nel film d'azione Kingsman - Secret Service, al fianco di Colin Firth e Taron Egerton. Per questa sua performance è stata candidata all'Empire Award per il miglior debutto femminile nell'anno seguente.

## Filmografia

### Cinema
- Kingsman - Secret Service (Kingsman: The Secret Service), regia di Matthew Vaughn (2014)
- Il cacciatore e la regina di ghiaccio (The Huntsman: Winter's War), regia di Cedric Nicolas-Troyan (2016)
- Kingsman - Il cerchio d'oro (Kingsman: The Golden Circle), regia di Matthew Vaughn (2017)
- Crucifixion - Il male è stato invocato (The Crucifixion), regia di Xavier Gens (2017)
- Red Joan, regia di Trevor Nunn (2018)
- Greed - Fame di soldi (Greed), regia di Michael Winterbottom (2019)
- Infinite, regia di Antoine Fuqua (2021)
- This Time Next Year - Cosa fai a Capodanno? (This Time Next Year), regia di Nick Moore (2023)[6]

### Televisione
- Moonfleet - miniserie TV, parte 1 e 2 (2013)
- Rosamunde Pilcher - serie TV, episodio 1x118 (2014)
- Unknown Heart, regia di Giles Foster - film TV (2014)
- Gypsy – serie TV (2017)
- The confessions of Frannie Langton -miniserie TV 4 episodi (2022)

## Doppiatrici italiane
Nelle versioni in italiano delle opere in cui ha recitato, Sophie Cookson è stata doppiata da:
- Valentina Favazza in Kingsman - Secret Service, Kingsman - Il cerchio d'oro
- Letizia Ciampa in Gypsy, Infinite
- Ludovica Bebi in Crucifixion - Il male è stato invocato
- Domitilla D'Amico in Red Joan
- Martina Felli in This Time Next Year - Cosa fai a Capodanno?

## Riconoscimenti
- 2015 – Empire Awards
  - Candidatura al Miglior debutto femminile per Kingsman – Secret Service